# Shelley Long
Pour les articles homonymes, voir Long.
Shelley Long, née le 23 août 1949 à Fort Wayne, (Indiana, États-Unis), est une actrice américaine.

## Biographie

### Vie privée
Elle a été mariée à Bruce Tyson du 16 octobre 1981 au 14 novembre 2004. Ils ont eu une fille : Juliana Tyson.

## Filmographie

### Cinéma
- 1977 : The Key
- 1980 : Un petit cercle d'amis (A Small Circle of Friends) : Alice
- 1981 : L'Homme des cavernes (Caveman) : Tala
- 1982 : Les Croque-morts en folie (Night Shift) : Belinda Keaton
- 1983 : American Teenagers (Losin' it) : Kathy
- 1984 : Divorce à Hollywood (Irreconcilable Differences) : Lucy Van Patten Brodsky
- 1986 : Une baraque à tout casser (The Money Pit) : Anna Crowley Beissart / Anna Fielding
- 1987 : Une chance pas croyable (Outrageous Fortune) : Lauren Ames
- 1987 : La Joyeuse Revenante (Hello Again) : Lucy Chadman
- 1989 : Comicitis
- 1989 : Les scouts de Beverly Hills (Troop Beverly Hills) : Phyllis Nefler
- 1990 : Un look d'enfer (Don't Tell Her It's Me) : Lizzie Potts
- 1992 : Frozen Assets : Dr Grace Murdock
- 1995 : La Tribu Brady (The Brady Bunch Movie) : Carol Brady
- 1996 : Les Nouvelles Aventures de la famille Brady (A Very Brady Sequel) : Carol Brady
- 1998 : The Adventures of Ragtime : Sam
- 2000 : Docteur T et les Femmes (Dr T and the Women) : Carolyn

### Télévision
- 1979 : The Dooley Brothers  : Lucy Bennett
- 1979 : The Cracker Factory  : Clara
- 1980 : The Promise of Love  : Lorraine
- 1981 : Ghost of a Chance  : Jenny Clifford
- 1981 : The Princess and the Cabbie  : Carol
- 1982 : Cheers  : Diane Chambers (1982-1987)
- 1990 : Cheers: 200th Anniversary Special  : Diane Chambers
- 1990 : Voices Within: The Lives of Truddi Chase  : Truddi Chase
- 1992 : Fatal Memories  : Eileen Franklin Lipsker
- 1992 : A Message from Holly  : Kate
- 1993 : Cheers: Last Call!  : Diane Chambers
- 1993 : Sex, Shock and Censorship : Fay Sommerfield
- 1993 : Basic Values: Sex, Shock and Censorship in the 90's  : Fay Sommerfield
- 1993 : Good Advice  : Susan DeRuzza (1993-1994)
- 1995 : Un joli petit coin de paradis (The Women of Spring Break)  : Anne
- 1995 : Un vendredi de folie  : Ellen Andrews
- 1996 : Susie Q (en)  : Penny Sands
- 1996 : A Different Kind of Christmas  : Elizabeth Gates
- 1997 : Melinda: First Lady of Magic  : La mère
- 1997 : Sabrina, l'apprentie sorcière  : La Vilaine sorcière
- 1998 : Kelly Kelly : Kelly Novak / Kelly
- 1999 : Jingle Bells  : Mom (voix)
- 1999 : Vanished Without a Trace  : Elizabeth
- 1999 : Comic Relief Jukebox
- 2002 : The Brady Bunch in the White House  : Carol Brady
- 2002 : The Santa Trap  : Molly Emerson
- 2006 : Vacances de rêve (Honeymoon with Mom)  : Marla Bates / Madame Bates / La mère
- 2009 : L'Étoile de glace (Ice Dreams) (TV) : Harriet Clayton
- 2009-2011 : Modern Family : DeDe Pritchett (2 épisodes)
- 2011 : Un mari à louer (Hollyday Engagement) : Meredith
- 2012 : La Saison des amours (Strawberry Summer) : Eileen Landon
- 2012 : Beau-Pere Noël : Madame Noël
- 2014 : Les Cœurs patients (The Wedding Chapel) : Jeanie Robertson
- 2016 : Beau-père Noël (TV) : Madame Noël
- 2017 : On a échangé nos noëls : Judy Wilkins

## Voix françaises
- Dorothée Jemma dans :
  - Les Croque-morts en folie (1982)
  - Une baraque à tout casser (1986)
  - Une chance pas croyable (1987)

- Martine Irzenski dans :
  - Cheers (1982-1993)
  - Frasier (1994-2001)

- Marie-Martine dans :
  - Mariage contrarié (2006)
  - Modern Family (2009-2018)

- Maïk Darah dans Un look d'enfer (1990)
- Françoise Blanchard dans La Tribu Brady (1995)
- Sylvie Feit dans Sans l'ombre d'une trace (1999)
- Emmanuèle Bondeville dans Docteur T et les Femmes (2000)
- Françoise Vallon dans L'Étoile de la glace (2009)
- Brigitte Virtudes dans Un mari à louer (2011)
- Elisabeth Fargeot dans La Saison des amours (2012)